# Gamma Gruis
Gamma Gruis (Al Dhanab, Ras Alkurki, 18 Gruis) é uma estrela na direção da constelação de Grus. Possui uma ascensão reta de 21h 53m 55.65s e uma declinação de −37° 21′ 53.4″. Sua magnitude aparente é igual a 3.00. Considerando sua distância de 203 anos-luz em relação à Terra, sua magnitude absoluta é igual a −0.97. Pertence à classe espectral B8III.